# Diecéze Fiesole
Diecéze Fiesole (latinsky Dioecesis Faesulana) je římskokatolická diecéze v italské oblasti Toskánsko, která tvoří součást Církevní oblasti Toskánsko. Je sufragánní vůči arcidiecézi florentské.

## Stručná historie
Podle tradice se prvním biskupem ve Fiesole stal sv. Romulus, žák apoštola Petra a mučedník (v roce 67 n. l.). Ve středověku měli biskupové také titul hrabětě. V roce 1419 papež Martin V. povýšil Florencii na arcidiecézi a podřídil jí Fiesole jako sufragánní diecézi - do této doby byla vždy bezprostředně podřízena Svatému Stolci. 